# Люди, пов'язані з Маріуполем
Люди, пов'язані з Маріуполем 

## А
- Аджі Рустам Іванович (1973) — український борець греко-римського стилю, чемпіон та бронзовий призер чемпіонатів світу, бронзовий призер чемпіонату Європи, учасник двох Олімпійських ігор. Заслужений майстер спорту України з греко-римської боротьби. Перший в історії незалежної України чемпіон світу з греко-римської боротьби.
- Айналов Дмитро Власович (1862 — 1939) — радянський історик мистецтва. Член-кореспондент АН з 1914 року, з 1903 року професор Петербурзького університету.
- Антонов Дмитро Іванович (1896 — ?) — 1-й секретар Маріупольського міськкому КП(б)У в 1943 — 1945 роках.
- Арнаутов Віктор Михайлович (1896 — 1979) — художник — монументаліст, співпрацівник мексиканського художника Дієго Рівера.
- Ашихман Микола Якович (1914, Маріуполь — 1968, Харків) — живописець, графік.

## Б
- Базилевич Анатолій Дмитрович (1926—2005) — відомий український художник книги.
- Бакланова Тетяна Германівна (* 1972) — українська шахістка, майстер спорту України міжнародного класу, заслужений майстер спорту України.
- Балтача Сергій Павлович (нар. 1958) — український радянський футболіст. Відомий своїми виступами за «Динамо» Київ. Віце-чемпіон Європи 1988.
- Білецький Андрій Євгенійович — український військовий, громадський та політичний діяч, засновник та перший командир полку «Азов», полковник Національної гвардії України.
- Берг Діана Олегівна (нар. 1979) — українська громадська діячка, засновниця маріупольської платформи «ТЮ», організаторка руху «Донецьк — це Україна», дизайнерка.
- Бендрик Микола Кузьмич (1914 — 1993) — радянський художник, творець портретів, натюрмортів, картин історичної тематики.
- Дмитро Бобишев — російський поет.
- Бойко Володимир Семенович — герой України, голова правління Маріупольського металургійного комбінату імені Ілліча.
- Боначич Антон Петрович (1878—1933) — співак (баритон, тенор) та педагог.
- Боровиков Георгій Андрійович (1881—1958) — радянський фізіолог і анатом рослин.
- Бойченко Вадим Сергійович — український політик, маріупольський міський голова.

## В
- Волков Микола Миколайович (1999—2019) — доброволець УДА, учасник російсько-української війни.
- В'ячеслав Ворон — автор-виконавець пісень про Маріуполь («Мариуполь», «Любимый город», «Маріуполь» укр.).
- Сергій Войченко — білоруський фотохудожник.

## Г
- Гагут Луїза Дмитрівна (нар. 1949) — доктор економічних наук, професор, членкиня Спілки письменників Росії.
- Гришко Михайло Степанович (1901 — 1973) — оперний співак (драматичний баритон). Народний артист СРСР, лауреат Сталінської премії 1-го ступеня (1950).

## Д
- Данчилишин Володимир Андрійович — український актор.
- Доронченко Юрій Семенович — театральний актор.

## Е
- Ейнгорн Олександр Львович (1888—1939) — український радянський архітектор.

## Ж
- Жуков Станіслав Федорович (нар. 1942) - доктор технічних наук, професор, завідуючий кафедри автоматизації електроенергетичних систем та електроприводу

## І
- Ігнатій (Хазадинов)  — грецький митрополит, під його керівництвом греки переселились у Маріуполь.

## К
- Короленко Володимир Галактіонович (1853 — 1921) — російський письменник.
- Коротков Георгій Йосипович (1923 — 2001) — скульптор.
- Людмила Коваленко — українська письменниця.
- Кондратенко Геннадій Петрович — український лікар-мікробіолог, педагог та терапевт, професор, заслужений діяч науки УРСР.
- Кофанов Віктор Іванович (1941 р.н.) — художник.
- Кривін Фелікс Давидович — український письменник.
- Кручаков Самуїл Абрамович (1905—1969) — український радянський живописец.
- Куїнджі Архип Іванович (1842 — 1910) — художник пейзажист 19 століття, викладач в Петербурзькій Академії мистецтв.

## Л
- Лановий Вадим Борисович (нар. 1965) — український живописець, художник декоративно-ужиткового мистецтва.
- Лентулов Аристарх Васильович (1882 — 1943) — російський та радянський живописець-авангардист, театральный художник, викладач.
- Лавров Георгій Дмитрович (1895 — 1991) — російський і радянський скульптор 20 століття. Відомий представник стилю ар-деко.
- Лашин Олександр Валерійович (1982 р.н.) — відомий український стронгмен. П'ятикратний переможець змагань за звання Найсильнішої Людини України.
- Логутова Тамара Григорівна (* 1949) — доктор економічних наук, професор, заслужений діяч науки і техніки України[1][2].
- Луков Леонід Давидович (1909—1963) — радянський кінорежисер, сценарист.

## М
- Мазур Павло — краєзнавець.
- Макарченко Олександр Федорович — ректор Львівського медичного університету, академік НАН України.
- Максимович Володимир Олександрович — український науковець-медик, доктор медичних наук, професор.
- Массальська Людмила Олександрівна — викладач Маріупольської художньої школи імені А. І. Куїнджі, заслужений художник України.[3]
- Мелешко Валентин Петрович — російський геофізик, доктор фізико-математичних наук, заслужений діяч науки РФ.
- Мельников Василь Олександрович — Герой України.
- Митько Євген Миколайович (1931—2007) — радянський російський сценарист українського походження.
- Мішурін Олексій Олександрович — український кінорежисер, кінооператор.
- Могилевський Олександр Павлович (1985—1980) — радянський художник графік, художник книги.

## Н
- Назаренко Андрій Володимирович (1985—2015) — старший солдат Збройних сил України, учасник російсько-української війни.
- Нечаєв Сергій Валентинович (1932—2018) — український геолог з корисних копалин, геохімік, фахівець з мінерагенії, доктор геолого-мінералогічних наук.
- Нікаро-Карпенко Микола Йосипович (1894 — 1962) — радянський архітектор, художник, аквареліст, колекціонер, що заповідав власну художню колекцію краєзнавчому музею.
- Нільсен Віктор Олександрович — архітектор доби сецесії.

## О
- Отченашенко Світлана Іванівна, театральна актриса.

## П
- Паламар Святослав Ярославович — український військовик, капітан, заступник командира полку «Азов» Національної гвардії України.
- Паєвська Юлія Георгіївна («Тайра») — українська волонтерка, доброволиця, військовослужбовиця, (позивний «Тайра», «Габрієл»), парамедик, командир підрозділу «Янголи Тайри».
- Пироженко Степан Матвійович (1916 — 1962) — герой Радянського Союзу.
- Пічул Василь Володимирович (1961—2015) — кінорежисер, що зняв відому кінострічку «Маленька Віра».
- Потлова Катерина Борисівна — українська модель, дизайнерка прикрас та аксесуарів під власним брендом (перша модель, яка представила Маріуполь на регіональному конкурсі краси, згодом — на національному й міжнародному).
- Проценко Аркадій Дмитрович — письменник, краєзнавець, автор 15 книг.
- Прокопенко Денис Геннадійович — український офіцер, підполковник Національної гвардії України, командир Окремого загону спеціального призначення «Азов».
- Володимир Проценко — український письменник, заслужений діяч мистецтв України.[4]

## Р
- Руснак Людмила Олімпіївна, театральна актриса.
- Руських Сергій Миколайович (1979—2020) — молодший сержант Збройних сил України, учасник російсько-української війни.

## С
- Олександр Сахаров 1886 — 1963) — єврей за походженням (Олександр Цукерманн), балетний танцівник, викладач та хореограф, працював і помер за кордоном
- Серафимович Олександр Серафимович(1863 — 1949) — російський та радянський письменник. Лауреат Сталінської премії першого ступеня (1943).
- Саєнко Рена Іллінішна (1935 — 2006) — музейний працівник з 50-річним стажем, старший науковий співробітник Маріупольського краєзнавчого музею.
- Слабинський Петро Іванович — український художник.
- Стоянський Павло Васильович (1989—2018) — старший солдат Збройних сил України, учасник російсько-української війни.

## Т
- Ткаченко Іван Семенович — доктор економічних наук, академік
- Трофименко Микола Валерійович — кандидат політичних наук, доцент, ректор Маріупольського державного університету.
- Тоненьков Євген Валерійович (1990—2018) — солдат Збройних сил України, учасник російсько-української війни.

## У
- Узбек Віктор Спирідонович (1939 р.н.), медальєр.
- Улибін Костянтин Михайлович (1974 р.н.) — оперний співак (бас) Харківського академічного театру опери і балету.
- Уманський Самуїл Абрамович (1888—1959) — український радянський графік.

## Х
- Харабет Юхим Вікторович(1929 — 2004) — радянський і український медальєр, грек за походженням.
- Харакоз Володимир Вікторович (* 1949) — український графік і живописець, член НСХУ, групи художників «Маріуполь-87», активіст грецького національного руху. Заслужений художник України.
- Юрій Хотлубей — мер Маріуполя.

## Ч
- Челпанов Георгій Іванович (1862 — 1936) — російський психолог і філософ. Професор філософії Київського університету(1892—1907), згодом Московського університету.
- Четверіков Сергій Вікторович — майстер спорту України міжнародного класу з кікбоксингу.
- Чукарін Віктор Іванович (1921 — 1984) — радянський гімнаст, заслужений майстер спорту СРСР, заслужений тренер УРСР (1972), доцент (1963), завідувач кафедрою гімнастики Львівського інституту фізичної культури (з 1971), кавалер ордена Леніна (1957). Абсолютний чемпіон Олімпійських ігор (1952, 1956), світу (1954), СРСР (1949—1951, 1953, 1955); чемпіон Олімпійських ігор (5 разів в 1952, 1956, всього 11 олімпійських нагород), світу (1954), СРСР (13 разів в 1948-56) в окремих видах.

## Ш
- Шевченко Анатолій Миколайович (нар. 1954) — український актор театру, заслужений артист України.
- Шелест Петро Юхимович — перший секретар ЦК КПУ, працював начальником цеху ММК.